# Guillermo Brunetta
Guillermo Brunetta (25 de agosto de 1975, Laboulaye, Córdoba), es un ciclista argentino.
Como la mayoría de los ciclistas de Córdoba, empezó como corredor de pista, pero hizo la transición a la ruta y no compite en la pista por estos días. Ha sido uno de los mejores contrarrelojistas argentinos durante los últimos años, consagrándose 4 veces campeón argentino en esa especialidad. Parte de su carrera ciclística la hizo en Uruguay con el equipo de Villa Teresa y obteniendo la Vuelta Ciclista del Uruguay en 2006. Los últimos años ha estado compitiendo en Argentina otra vez en el Club Ciclista Bragado.

## Palmarés
2000
- 1.º en 5a etapa Vuelta a la Argentina
- 3.º en el Campeonato de Argentina de Ciclismo Contrarreloj

2001
- Campeonato de Argentina en Ruta

2002
- 1 etapa de la Vuelta Ciclista de Chile

2003
- Campeonato de Argentina de Ciclismo Contrarreloj

2004
- Campeonato de Argentina de Ciclismo Contrarreloj

2005
- Campeonato de Argentina de Ciclismo Contrarreloj
- 3.º en el Campeonato Panamericano en Contrarreloj

2006
- 2 etapas de Rutas de América
- Vuelta Ciclista del Uruguay, más 1 etapa

2007
- 1 etapa de Rutas de América
- Campeonato de Argentina de Ciclismo Contrarreloj